# Maianthemum trifolium
Maianthemum trifolium es una especie de planta con rizoma de la familia de las asparagáceas. Es originaria del Hemisferio Norte.

## Descripción
Es una planta acuática que alcanza un tamaño de 4-15 cm de longitud. Con rizomas simpodiales,  filiformes, de 2 a 30 cm x 1 a 2 mm, las raíces restringidas a los nodos. Tallos erectos, de 1-2.5 dm × 3.2 mm, con 2-4 hojas de los brotes fértiles, sésiles, lámina elíptica, de 5-12 x 2,5-4 cm, base estrecha disminuyendo, el ápice agudo o acuminado. Las inflorescencias racemosas, simples, con 5-15 flores. Flores con los tépalos visibles. El fruto en forma de bayas de color verde con pequeños puntos rojos cuando son jóvenes, al madurar torna  a rojo, globosos, de 4-6 mm de diámetro. Semillas 1-3, globoso, de 2 mm. 

## Distribución y hábitat
La floración se produce en mayo-junio, los frutos quedan retenidos hasta septiembre, a menudo formando densos parches clonales en turberas, musgos, y los bosques húmedos, a una altitud de 0-1000 metros, en San Pedro y Miquelón, Terranova, Territorios del Noroeste, Nunavut, Ontario, Isla del Príncipe Eduardo, Yukon, Connecticut, Maine, Massachusetts, Michigan, Minnesota, Nuevo Hampshire, Nueva Jersey, Nueva York, Ohio, Pensilvania, Rhode Island, Vermont, Wisconsin, Asia (Siberia).
La floración se produce en la primavera. Es abundante en los bosques de coníferas y de hoja caduca, sobre todo en los márgenes del bosque, a una altitud de 0 - 800 metros en Yukon, Alaska, California, Idaho, Oregón, Washington; Asia (península de Kamchatka, Rusia y Japón).

## Taxonomía
Maianthemum trifolium fue descrita por (Linneo) Sloboda y publicado en Rostlinnictví 192, en el año 1852.
Citología
El número de cromosomas es de: 2n = 36.
Sinonimia
- Asteranthemum trifoliatum Kunth
- Asteranthemum trifolium (L.) Nieuwl.
- Asteranthemum trifolium (L.) Kunth
- Convallaria trifolia L. basónimo
- Smilacina trifolia (L.) Desf.
- Tovaria trifolia (L.) Neck. ex Baker
- Unifolium trifolium (L.) Greene
- Vagnera pumila Standl.
- Vagnera trifolia (L.) Morong
- Vagnera trifolia f. bifolia Farw.
- Vagnera trifolia f. unifolia Farw.[3]